# Shagnasty Island
Shagnasty Island (englisch, frei übersetzt für Widerliche-Scharben-Insel) ist eine kleine, felsige und unvereiste Insel im Archipel der Südlichen Orkneyinseln. Sie liegt 500 m westlich des Lenton Point im nördlichen Teil der Clowes Bay von Signy Island.
Wissenschaftler der britischen Discovery Investigations kartierten sie 1933 grob. Der Falkland Islands Dependencies Survey nahm 1947 Vermessungen und die Benennung vor. Namensgebend war der dort wegen einer großen Kolonie von Blauaugenscharbe (Phalacrocorax atriceps, englisch imperial shag) mit dem damit verbundenen Lärm und Kotgestank unangenehme Aufenthalt.